# امیل شپفلین
امیل شپفلین (انگلیسی: Emil Schöpflin؛ زادهٔ ۲۶ ژوئیهٔ ۱۹۱۰) دوچرخه‌سوار اهل آلمان است.